# Sofija Tyzenhauzaitė de Šuazel-Gufjė

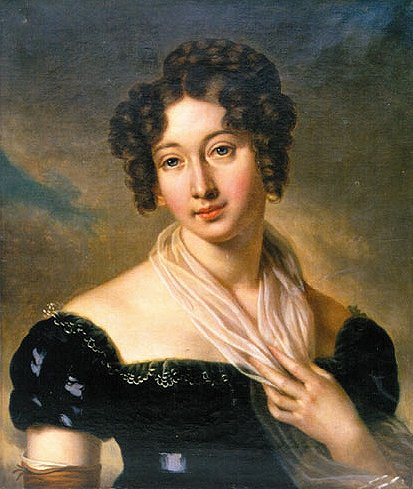
Sofija Tyzenhauzaitė de Šuazel-Gufjė.

Sofija Tyzenhauzaitė de Šuazel-Gufjė, född 1790, död 28 maj 1878, var en litauisk författare. Hon räknas som de första litauiska författarna av sitt kön. 
Hon tillhörde den litauiska adeln och gifte sig med en fransk adelsman som tjänstgjorde i Napoleons armé under invasionen av Ryssland 1812. Hennes romaner beskriver det samtida livet för kvinnor inom den litauiska adeln. Efter makens död styrde hon ett tag ensam familjens gods. Hon tillbringade sitt senare liv i den franska kulturkretsen i Paris. 